# Miloš Trapl
Miloš Trapl (* 15. ledna 1935, Hustopeče) je český historik a spisovatel. Specializuje se na novodobé české dějiny a moravský historický místopis.

## Biografie
Po maturitě na brněnském gymnáziu studoval dějepis a češtinu na Vysoké škole pedagogické v Olomouci. Postupně pracoval na krajské archivní správě ministerstva vnitra, v olomouckém Vlastivědném ústavu a v Kabinetu regionálních dějin Filozofické fakulty Univerzity Palackého. V roce 1993 založil při katedře historie Centrum pro československá exilová studia, jehož je dodnes[kdy?] ředitelem. 
Jeho rozsáhlé dílo zahrnuje práce o politickém katolicismu v Československu a o poválečném exilu a také publikace věnované dějinám a vlastivědě Moravy, jimž vévodí mnohosvazkový opus historického místopisu.
Stal se členem (někde též ve vedení) řady vlastivědných společností, vědeckých kolegií a redakčních rad a rovněž komturem olomoucké komendy sjednocené maltsko-pařížské obedience Vojenského a špitálního řádu svatého Lazara Jeruzalémského. V roce 2005 obdržel Cenu města Olomouce v oblasti historie.
Jeho otcem byl významný sociolog a historik Miloslav Trapl.

## Výběr z díla
- Historický místopis Moravy a Slezska v letech 1848–1960 (16 svazků). Ostrava : Profil / Olomouc : Univerzita Palackého v Olomouci, 1974–2011. (s J. Bartošem a J. Schulzem)
- Politický katolicismus a Československá strana lidová v Československu v letech 1918–1938. Praha : Státní pedagogické nakladatelství, 1990.
- Československo 1918–1938. Fakta, materiály, reálie. Olomouc : Univerzita Palackého, 1991. (s J. Bartošem)
- Monsignore Jan Šrámek. Olomouc : Danal, 1995.
- Osobnosti českých dějin. Olomouc : Alda, 1995. (s J. Bartošem a S. Kovářovou)
- Exilová politika v letech 1948–1956. Počátky politické organizovanosti a činnosti poúnorové emigrace a vznik Rady svobodného Československa. Olomouc : Centrum pro československá exilová studia : Moneta-FM, 1996. (se Z. Jiráskem)
- Mons. František Světlík (1875–1949). Nástin života a díla katolického politika a novináře. Rosice u Brna : Gloria, 2001. (s P. Markem)
- Československý exil a krajanské hnutí ve Švýcarsku v letech 1945–1989. Olomouc : Univerzita Palackého, 2004.
- Dějiny Moravy. Díl 4, Svobodný stát a okupace. Brno : Muzejní a vlastivědná společnost, 2004. (s J. Bartošem)
- Bohumil Laušman. Proměny života sociálně demokratického politika s nástupem komunistické moci v Československu. Olomouc : Centrum pro československá exilová studia, 2009. (s J. Burešovou)
- Politik dobré vůle. Život a dílo msgre Jana Šrámka. Praha : Vyšehrad ; Olomouc : Centrum dějin křesťanské politiky Katedry historie Filozofické fakulty Univerzity Palackého, 2013. (s K. Konečným a P. Markem)
- Můj život s historií. Olomouc : Univerzita Palackého v Olomouci, 2014.